# Динамо (молодёжный хоккейный клуб, Москва)
МХК Динамо — команда по хоккею с шайбой из Красногорска, выступающая в Чемпионате Молодёжной хоккейной лиги.

## История
В сезоне 2009/2010 в МХЛ выступал МХК «Динамо» (Москва) (молодёжная команда московского «Динамо», созданная на основе существовавшего с 1989 года второго состава — «Динамо-2»).
В сезоне 2010/2011, после объединения ХК МВД и «Динамо» в «Динамо» (Москва), молодёжная команда объединённого клуба, получившая название «Шериф», перебазировалась в Тверь (домашней ареной стал СК «Юбилейный»). Там же в Твери базировался и фарм-клуб, который дебютировал в реорганизованной Высшей хоккейной лиге (ВХЛ) как вновь образованное «Динамо» (Тверь).
С сезона 2011/2012 молодёжная команда «Динамо» стала базироваться в Балашихе на «Арена «Балашиха»» и именовалась ХК МВД (МХК). С 2017 года клуб стал называться МХК «Динамо».

### Достижения
- Чемпионы МХЛ и обладатели Кубка Харламова: 2020/21
- МХК «Динамо» — Обладатель Кубка открытия МХЛ-2009.
- Победитель выставочного матча кубка мира среди молодёжных команд (соперник МХК Энергия)
- Обладатель предсезонного Кубка А. И. Чернышова 2012
- Полуфиналист Кубка Харламова 2012/13 МХЛ 2012/13

### Выступления в МХЛ
МХК «Динамо»
| Сезон   | Регулярный чемпионат                                 | Плей-офф             |
| ------- | ---------------------------------------------------- | -------------------- |
| 2009-10 | 6-е место в дивизионе «Запад», итоговое 14 место     | Участие в 1/8 финала |
| 2017-18 | 9-е место в Западной конференции, итоговое 18 место  | Участие не принимали |
| 2018-19 | 11-е место в Западной конференции, итоговое 23 место | Участие не принимали |
| 2019-20 | 6-е место в Западной конференции                     | Участие в 1/8 финала |
| 2020-21 | 1-е место в Западной конференции                     | Победитель           |

ХК МВД (включая историю выступления «Шерифа»)
| Сезон   | Регулярный чемпионат                                 | Плей-офф             |
| ------- | ---------------------------------------------------- | -------------------- |
| 2010-11 | 7-е место в дивизионе «Центр», итоговое 22 место     | Участие не принимали |
| 2011-12 | 6-е место в дивизионе «Центр», итоговое 21 место     | Участие не принимали |
| 2012-13 | 5-е место в дивизионе «Запад», итоговое 11 место     | Участие в 1/2 финала |
| 2013-14 | 1-е место в дивизионе «Центр», итоговое 4 место      | Участие в 1/8 финала |
| 2014-15 | 3-е место в дивизионе «Центр», итоговое 10 место     | Участие в 1/8 финала |
| 2015-16 | 5-е место в дивизионе «Центр», итоговое 20 место     | Участие не принимали |
| 2016-17 | 11-е место в Западной конференции, итоговое 23 место | Участие не принимали |

## Руководство
- Президент — Ротенберг, Аркадий Романович[2]

## Тренерский штаб
- Главный тренер — Корредор Антон Антонович
- Старший тренер — Филиппов Александр Владимирович
- Тренер — Томилов Александр Анатольевич
- Тренер вратарей — Петров Юрий Владимирович

## Клубные рекорды

### Индивидуальная статистика
| Индивидуальные рекорды игроков за один сезон Регулярный чемпионат |                   |       |           |
| Статистика                                                        | Игрок             | Всего | Сезон     |
| Голы                                                              | Кисаков Александр | 36    | 2020-2021 |
| Передачи                                                          | Махрин Максим     | 47    | 2020-2021 |
| Очки                                                              | Кисаков Александр | 73    | 2020-2021 |
| Очки, защитник                                                    | Ирицян Арман      | 33    | 2020-2021 |
| Лучший + / -                                                      | Махрин Максим     | +45   | 2020-2021 |
| Победные голы                                                     | Кисаков Александр | 8     | 2020-2021 |
| Штр. минуты                                                       | Федосов Денис     | 124   | 2009-10   |
| Лучший КН (вратарь)                                               | Бочаров Иван      | 1.90  | 2013-14   |
| Победы (вратарь)                                                  | Бочаров Иван      | 33    | 2013-14   |

Примечание: КН — Коэффициент надежности = 60мин*ПШ/ВП, Штр — Штрафое время.

### Командная статистика
| Рекорды команды за один сезон Регулярный чемпионат |       |           |
| Статистика                                         | Всего | Сезон     |
| Больше всего очков                                 | 132   | 2013-14   |
| Больше всего побед                                 | 51    | 2020-2021 |
| Больше всего ГЗ                                    | 254   | 2020-2021 |
| Меньше всего ГЗ                                    | 131   | 2010-11   |
| Больше всего ГП                                    | 188   | 2009-10   |
| Меньше всего ГП                                    | 105   | 2013-14   |

Примечание: ГЗ — голов забито, ГП — голов пропущено.

## Ежегодные результаты

### Регулярный чемпионат
Примечание: И — количество игр, В — выигрыши в основное время, ВО — выигрыши в овертайме, ВБ — выигрыши по буллитам, ПО — проигрыши в овертайме, ПБ — проигрыши по буллитам, П — проигрыши в основное время, ГЗ — голов забито, ГП — голов пропущено, О — очки.
| Сезон   | И  | В  | ВО | ВБ | ПБ | ПО | П  | О   | ГЗ  | ГП  |
| ------- | -- | -- | -- | -- | -- | -- | -- | --- | --- | --- |
| 2009-10 | 66 | 30 | 1  | 4  | 5  | 2  | 24 | 107 | 188 | 188 |
| 2010-11 | 54 | 18 | 1  | 2  | 5  | 3  | 25 | 68  | 131 | 168 |
| 2011-12 | 60 | 19 | 1  | 6  | 7  | 4  | 23 | 82  | 157 | 167 |
| 2012-13 | 64 | 30 | 3  | 5  | 3  | 4  | 19 | 113 | 190 | 167 |
| 2013-14 | 56 | 40 | 2  | 3  | 0  | 2  | 9  | 132 | 215 | 105 |
| 2014-15 | 55 | 29 | 0  | 3  | 4  | 0  | 19 | 97  | 172 | 124 |
| 2015-16 | 40 | 16 | 0  | 2  | 7  | 1  | 14 | 60  | 115 | 108 |
| 2016-17 | 56 | 19 | 2  | 2  | 3  | 1  | 29 | 69  | 139 | 155 |

### Плей-офф
- Сезон 2010—2011

Участие не принимали
- Сезон 2011—2012

Участие не принимали
- Сезон 2012—2013

1/8 финала: ХК МВД — Алмаз — 3-1 (3:1, 3:6, 4:3ОТ, 5:4)
1/4 финала: ХК МВД — Атланты — 3-2 (0:1Б, 1:3, 4:2, 4:2, 5:3)
1/2 финала: ХК МВД — Омские ястребы — 2-3 (2:1Б, 0:3, 1:5, 3:1, 1:2)
- Сезон 2013—2014

1/16 финала: ХК МВД — Молодая гвардия — 3-0 (6:1, 3:2, 4:1)
1/8 финала: ХК МВД — Алмаз — 1-3 (2:3ОТ, 2:5, 2:0, 3:4ОТ)
- Сезон 2014—2015

1/16 финала: ХК МВД — Динамо-Шинник — 3-0 (3:1, 5:0, 4:2)
1/8 финала: ХК МВД — СКА-1946 — 1-3 (2:3Б, 4:1, 1:5, 3:7)
- Сезон 2015—2016

Участие не принимали
- Сезон 2016—2017

Участие не принимали
Сезон 2017-2018
Участие не принимала
Сезон 2018-2019
Участие не принимала
Сезон 2019-2020
1/8 финала: МХК Красная Армия - МХК Динамо Москва 3:1
Сезон 2020-2021
1/8 финала: МХК Динамо М - МХК Атлант Мытищи 3:0
1/4 финала: МХК Динамо М - Красная Армия 3:0
1/2 финала: МХК Динамо М - Толпар Уфа 3:0
Финал: МХК Динамо М - Локо 4:1
Сезон 2021-2022
1/8 финала: МХК Динамо М - МХК Динамо СПб 3:0
1/4 финала: СКА-1946 - МХК Динамо М 3:0